# 블루칼라 학자

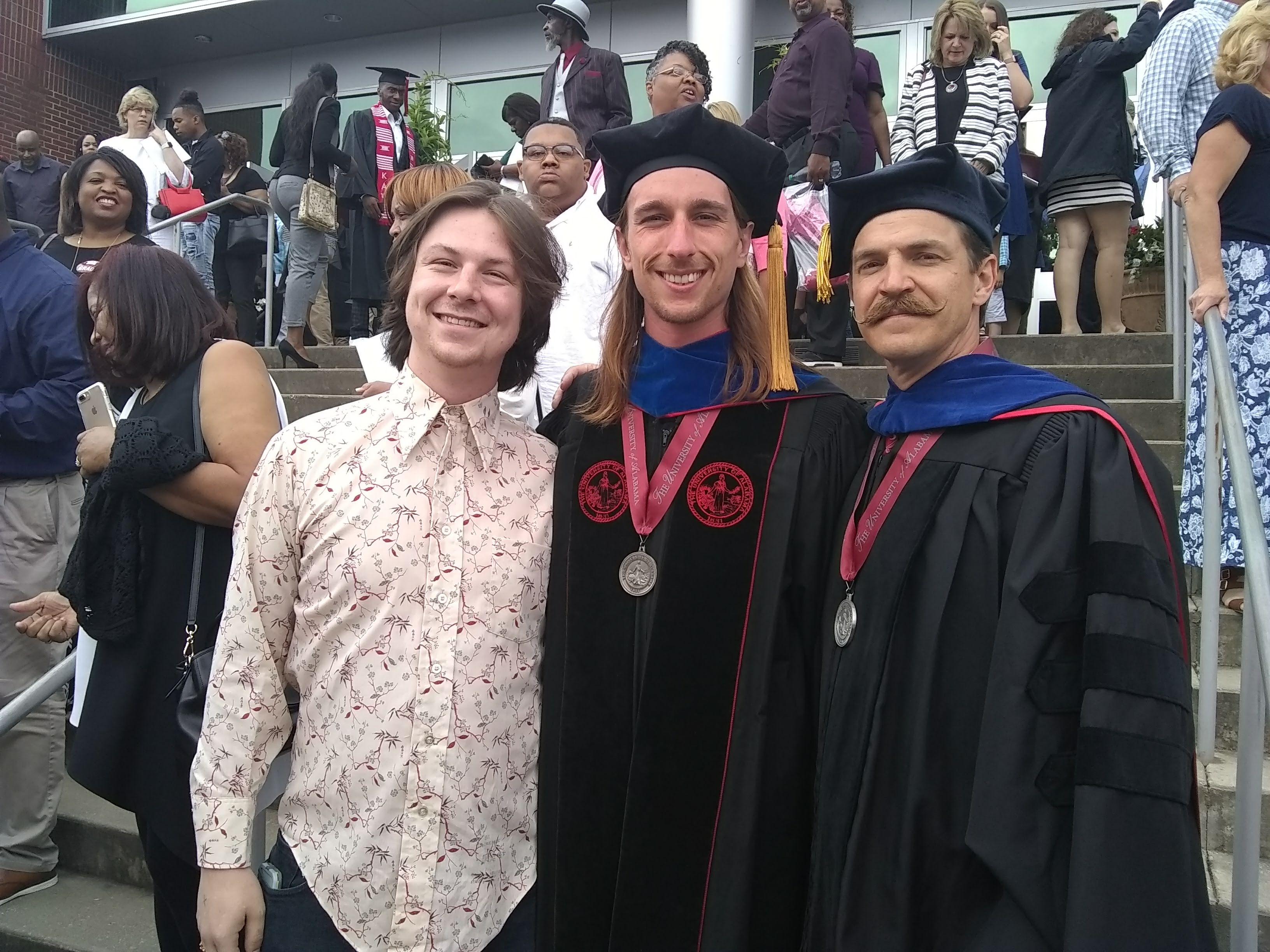
블루 칼라 학자, 박사 졸업 축하

블루칼라 학자(Blue-Collar)는 학부생으로 고등교육을 공부하고 훈련하는 블루칼라 출신이거나 학자로서 직업 생활을 하는 학자이다. 노동자 계층, 즉 블루칼라 가정의 학생들을 이해할 때 흔히 사용되는 용어는 대학생 1세대이다. 이 학생들은 직계 가족 중 가장 먼저 대학에 다니게 되며, 이런 노동자 계층의 가정에서 자란 고등 교육 학생들에게는 사회적 영향과 투쟁이 있다.
교수인 블루칼라 학자들의 경우, 이 사람들은 노동자 계층 원칙에 의해 정의된 이전 경력을 가지고 있거나 그들의 부모가 블루칼라 경력을 가지고 있을 수 있다. 대학의 교수들의 대다수는 블루칼라 출신이 아니며, 여러 학과에 걸쳐 7,000명 이상의 교수들을 대상으로 한 조사에서, 한 연구는 이러한 교수들의 중간 가계 아동 소득이 일반 인구보다 약 23% 더 높은 것으로 나타났다. 일반 대중과 비교했을 때, 이 연구는 또한 교수들이 박사 학위를 가진 부모를 가질 가능성이 25배 더 높다는 것을 발견했다.
하버드 대학과 같은 아이비리그 학교들은 다양한 학생들을 유치하고 유지하기 위한 메커니즘을 가지고 있으며, 여기에는 노동자 계층의 학생들과 1세대 대학생들이 포함된다.
앨라배마 대학교는 1세대 학생들을 유지하고 유지하기 위한 재정적 지원, 멘토링, 그리고 조직적인 교육과정을 제공하는 코카콜라 장학금을 추천하는 프로그램을 가지고 있다.
블루칼라의 질적 학자인 조니 살다냐(Jonny Saldana)는 학문적 활동에 블루칼라의 관점을 취하는 것의 가치를 설명하기 위해 "레드넥 선언"을 썼다.  그의 원고에서 살다냐(Saldana)는 라벨, 방법, 이론, 질문, 그리고 "윤리적"이 어떻게 사람의 육체적 뿌리에서 바라볼 수 있는지 조사한다. 살다냐(Saldana)의 자칭 "고함"은 상아탑에서 온 전통적인 학자들이 "그것을 한 단계 낮춰야 한다"고 주장한다.
대학생 1세대가 또래보다 사칭증후군을 더 많이 경험하고, 블루칼라 출신 대학원생과 교수들이 직무에 대한 불안감을 느낄 가능성이 높다는 연구결과가 나왔다. 한 가지 견해는 블루칼라 가정 출신들이 가족들의 기대와 맞지 않기 때문에 그들의 목표에 대한 격려가 부족했을 수도 있다는 것이다.
블루칼라 포지셔닝과 관점은 블루칼라 또는 핑크칼라 유형의 직업에서 생계를 꾸린 부모를 양육하고 둔 데서 비롯된다. 여기에는 경찰관, 조각사, 우체국 직원, 트럭 운전사, 전기 기사, 배관공, 학교 교사 등이었던 부모가 포함될 수 있으며, 이들 직업의 견해와 가치는 상아탑에서 나온 블루칼라 학자들이 배운 견해와 항상 일치하는 것은 아니다.
일부 블루칼라 학자들은 그들의 목표가 일상생활 개선에 활용될 수 있는 학문적 연구를 개발하는 것이라고 주장한다. 이 연구의 한 가지 형태는 지역사회 참여 장학금 또는 지역사회 기반 참여 연구(CBPR)로 분류되며, 전체 과정 동안 연구를 알리고 안내할 수 있는 참여자들과 파트너십이 이루어지며, 학자들이 수행한 연구의 결과는 궁극적으로 연구 그룹에 도움이 될 것이다.
실제 환경에서 이루어지는 어떤 형태의 연구는 "연구"라고 이름 붙여지고 적용되었지만, 응용 연구 학자들에 의해 발표된 연구 디자인과 연구의 종류는 비록 실용적이기는 하지만, 항상 노동 계급의 철학과 신념 체계를 이용하지는 않는다.